# HD 193664
HD 193664 (HR 7783 / HIP 100017 / GJ 788) es una estrella en la constelación de Draco, el dragón, de magnitud aparente +5,21. Se encuentra a 57,3 años luz de distancia del sistema solar. 
HD 193664 es una enana amarilla de tipo espectral G3V con una temperatura superficial de 5813 K. Es un análogo solar de características físicas similares a las del Sol. La medida directa de su diámetro angular —0,494 milisegundos de arco— permite calcular su diámetro real; éste es algo más pequeño que el del Sol, equivalente a un 93% del mismo. Por el contrario, su luminosidad es un 18% mayor que la luminosidad solar.
Su abundancia relativa de hierro equivale al 76% de la existente en el Sol. En cambio, la relación entre los contenidos de oxígeno y hierro es un 48% mayor que en el Sol.
HD 193664 tiene una edad estimada de 4700 millones de años, aproximadamente la misma que el Sol.
Su metalicidad y cinemática, así como el hecho de que no se conozca ningún planeta gigante orbitando a menos de 2 UA —no se tiene constancia de que exista ningún planeta extrasolar—, han propiciado que figure entre los 25 objetivos principales del Catálogo de Sistemas Estelares Habitables del Instituto SETI.